# FUCK (映画)
『FUCK』は、2005年のアメリカのドキュメンタリー映画。

## 概要
本作は、アメリカ合衆国で最も下品な言葉の一つとして規制の対象にもなる一方、日常や映像作品等でもよく登場する「fuck（ファック）」という言葉をテーマにしたドキュメンタリー映画である。
作品内では様々な分野の著名人や識者へのインタビューの合間に、「fuck」という言葉の起源や、記録に残る様々な「fuck」の使用例といったVTRが挟まれる形で進行していく。そしてさらにアメリカ合衆国における検閲や言論の自由といった所にまで踏み込んでゆく。
本作はそのテーマ上、作中に大量の「fuck」が登場し、その数は857回に上る。

## 内容
本作は1965年のプロパガンダ映画『Perversion for Profit』の映像から始まり、『スポンジ・ボブ』のクリップなどが続く。映像作家のケヴィン・スミスやスティーヴン・バチコー、コメディアンのジャニーン・ガラファロー、ビル・マー、ドリュー・キャリー、ビリー・コノリー、ミュージシャンのチャックD、アラニス・モリセット、アイス-T、政治評論家アラン・キーズ、パット・ブーン、ジャーナリストのマイケル・メドブド、ジュディス・マーティンらがコメントする映像が挟まれる。
学術的な分析は、悪態の研究誌「Maledicta」の発行人ラインホルド・アマン、ジャーナリズムアナリストのデイヴィッド・ショー、オックスフォード英語辞典の編集者ジェシー・シェイドラワーによって提供されている。ジェフリー・ナンバーグ教授は、「その[言葉]は、20世紀に起こった[社会的]変化の多くを（少なくとも、重要な変化の多くを）反映していると考えられる。」と述べている。
次には、ハンター・S・トンプソンの生前最後に記録されたインタビューを特集している。その後、コメディアンのレニー・ブルースとジョージ・カーリンのアーカイヴ映像がある。ポピュラーカルチャーで登場する言葉としての考察として、『M★A★S★H マッシュ』、『スカーフェイス』、『クラークス』と言った映画が採り上げられ、カーリンの1972年のスタンダップ・コメディ『Seven Words You Can Never Say on Television』が抜粋される。ジャーナリストのサム・ドナルドソンは、「fuck」の多様性について「それは万能言語の一つです。」とコメントしている。ビル・マーは「それは究極の悪い言葉」とコメントし、レニー・ブルースのおかげでコメディクラブはアメリカで最も自由なフリースピーチゾーンとなったと主張した。
コノリーは、「『fuck』という言葉の響きこそ、その意味そのものだ」「『fuck off』という感情は翻訳できない」と述べている。「例えばあなたがラサ空港にいたとしても、誰かがあなたの荷物をいじっていたら、『Fuck off！』と怒鳴れば止めろという意思が伝わるだろう」と語っている。モリセットは、「『fワード』は特別です。『朝食（breakfast）』という言葉は誰もが使いますが、『fuck』という言葉は誰もが快適に感じるわけではないので、何かほかの言葉にはない力があるのです。」と語っている。ブーンはその言葉をあまり使わないように主張し、自らはその言葉の代わりに自分の姓を使うと語っている。ラジオのトークショーのホスト、デニス・プレーガーは、青少年がテレビや映画でこの言葉を聞くのは構わないが、家族が言うのはいけないと言い張っている。作中では、「fuck」という言葉の使用に反対する者達は大体、「子供たちのことを考えろ」という理屈を語っている。
「fuck」がいつから使われたのかは研究者にもはっきりとは分からないとされる。しかし、少なくとも1475年の「Flen flyys」という詩にすでに見られると指摘される。語源については、しばしば語られる「For Unlawful Carnal Knowledge」や「Fornication Under Consent of the King」の略ではないとされる。この言葉は、ロバート・バーンズ、デーヴィッド・ハーバート・ローレンス、ジェイムズ・ジョイスといった作家の著作にも使用されている。本作では、「fuck」が第一次世界大戦と第二次世界大戦の間に現在の使用法を確立し、ジョージ・パットン将軍がフランスに入ろうとしている部隊に対して行った演説の中でも使用されたと説明している。
大手スタジオによる映画作品で最初に「fuck」という言葉が使われたのは、1970年の『M★A★S★H マッシュ』とされる。1972年にはオックスフォード英語辞典にも収録された。同年には、この言葉がアポロ16号の月着陸任務中にも記録されている。本作では、1987年の映画『大災難P.T.A.』でスティーヴ・マーティンがコメディ演出として「fuck」と繰り返す場面が使われている。また本作は、これまで最も商業的に成功した実写コメディ映画が『Meet the Fockers（「ミート・ザ・フォッカーズ」、邦題：ミート・ザ・ペアレンツ2）』という暗示的なタイトルを付けられたことにも言及する。監督は「fuck」の使用と意味、そして様々に呼び起こされる感情について分析する。ブルースは、「もしあなたが『fuck』と言えないのなら、『fuck the government』とは言えない。」と語る。スティーヴ・アンダーソンは、「fuck」が言論の自由や検閲についての社会的な議論に不可欠なものだと主張する。

## サウンドトラック
『FUCK』には、アメリカのハードロックバンドBetty Blowtorchの『Shut Up and Fuck』、Splatpatternの『Fucking Fucking Fuck』、アメリカのホラー・パンクバンドMurderdollsの『I Love to Say Fuck』など、類似したテーマのタイトルを持つ楽曲が使われている。「Culture Wars」のジャーナリストサム・ペチェックは、映画の音楽をソフトコアポルノの音楽と比較し、サウンドトラックが幅広く映画の内容を強調するのを助けた事を認めた。

### トラックリスト
| #   | タイトル                                                                                | 作詞・作曲                                                      |
| --- | --------------------------------------------------------------------------------------- | --------------------------------------------------------------- |
| 1.  | 「All Things Bright and Beautiful」(Susan Skup, vocalist)                               | Anglican hymn                                                   |
| 2.  | 「Hot Dog Man」(Antony W. Lee, vocalist)                                                | Carvin Knowles                                                  |
| 3.  | 「Don't Fuck With My Freedom of Speech」(Patrick Delaney and Steve Anderson, vocalists) | Carvin Knowles                                                  |
| 4.  | 「Vendetta」(performed by Carvin Knowles, Joel Kleinberg and David Uebersax)            | Carvin Knowles                                                  |
| 5.  | 「If I Had The Copyright (The F-Word Song)」(performed by Carla Ulbrich)                | Carla Ulbrich                                                   |
| 6.  | 「Porn King」(performed by The Funky Filter)                                            | Dany Almeida                                                    |
| 7.  | 「Revolution Starts Now」(performed by Steve Earle)                                     | Steve Earle                                                     |
| 8.  | 「I Can't Say These Things」(performed by Red Peters)                                   | Ed Grenga, Arthur Johnson, Michael McMahon and Douglas Stevens  |
| 9.  | 「Shut Up and Fuck」(performed by Betty Blowtorch)                                      | Bianca Butthole, Sharon Needles, Blare N. Bitch and Judy Molish |
| 10. | 「Fucking Fucking Fuck」(performed by Splatpattern)                                     | Walter Fischbacher, Elizabeth Lohninger, and Pete Macnamara     |
| 11. | 「Chicken Rhythm」(performed by Slim Gaillard)                                          | Bulee Gaillard and Harry Squires                                |
| 12. | 「A Chat With Your Mother」(performed by Cathy Fink and Marcy Marxer)                   | Lou and Peter Berryman                                          |
| 13. | 「Don't Fuck Around With Love」(performed by The Blenders)                              | Claude DeMetrius and Joseph W. Burns                            |
| 14. | 「Hallelujah Chorus」(courtesy of DeWolfe Music Library)                                | George Frideric Handel                                          |
| 15. | 「Bad Word For A Good Thing」(performed by The Friggs)                                  | Dean Roher and Ben Vaughn                                       |
| 16. | 「Fuck tha Police」(performed by NWA)                                                   | O'Shea Jackson, Andre Young, and Lorenzo Patterson              |
| 17. | 「Surfin' Bird」(performed by The Trashmen)                                             | Al Frazier, Sonny Harris, Carl White, and Turner Wilson         |
| 18. | 「I Love To Say Fuck」(performed by Murderdolls)                                        | Joey Jordison                                                   |
| 19. | 「F The CC」(performed by Steve Earle)                                                  | Steve Earle                                                     |
| 20. | 「The Closing Song」(performed by Red Peters)                                           | Joseph Vercillo, Ed grenga, Douglas Stevens and Arthur Johnson  |
| 21. | 「Love Muscle」(performed by The SEX-O-RAMA Band)                                       | Carvin Knowles                                                  |
| 22. | 「Stiffed」(performed by The SEX-O-RAMA Band)                                           | Carvin Knowles                                                  |

## 制作

### 着想
アンダーソンは、ダリル・ハンナやジョン・ファヴローが出演した2003年の映画『The Big Empty』で監督デビューを果たし、「fuck」という言葉に魅了された。彼は、その言葉の多様性と作家としての言語への関心から、このトピックを研究する事に決めた。アンダーソンが「fuck」という言葉に対する一般大衆の認識に触れたのは、コメディアンであるジョージ・カーリンの『Class Clown』で、彼のモノローグ『Seven Words You Can Never Say on Television』が含まれていた。
アンダーソンはインタビューで、「fuck」の多様な使われ方に魅了されたと説明している。彼は初め、この言葉に関する映画というアイディアを冗談として提案したが、後にそれがドキュメンタリーのテーマになり得る事を認識した。オブザーバーが伝えるところでは、アンダーソンは「fuck」という言葉を楽しんでおり、その言葉がどのように大衆文化に組み込まれているかを調べるというアイディアに興味を持っていた。彼は、ある人はなぜその言葉が使われると気分を害し、別の人はなぜ面白がるのかを分析したいと考え、この言葉が社会におけるタブー言語についての議論を際立たせることに注目した。
アンダーソンはロサンゼルス・タイムズ紙に、「fuck」という言葉の婉曲表現の普及が高められている中にあってこの言葉が持つ禁断の性質を説明した。彼はそのタブー性について触れ、この語を直接使うことなく間接的に言及することで、若者にその意味を理解させられることを示した。サウスチャイナ・モーニング・ポスト紙のインタビューでアンダーソンは、「真のメッセージを妨げる可能性があるため、映画監督は検閲に反対するべきだ。」と述べた。
アンダーソンはCanWest News Serviceに、このドキュメンタリーが言論の自由、性的スラング、メディアでの使用についての議論を呼び起こす事を望むと語った。彼は、この言葉がNYPDブルーで使用されるべきかどうか、そして両親が子供と話し合うべきかどうかについて質問した。 彼は、芸術家や映画制作者は、ドキュメンタリーのタイトルの妥当性について世論に委ねることなく、検閲なしで自由に意見を述べるべきだと強調した。
アンダーソンはIndieWireとのインタビューで、「言論の自由とは保障されるものではなく、それが失われないように議論と監視を続けなければならない概念だ。」と述べた。彼は「fuck」という言葉を、言論の自由に関する議論の中心にあると分類した。彼は、「fuck」よりも社会的に卑俗だとみなされる用語があることを認めているが、「fuck」という言葉は議論と対話を生み出すのにうってつけだったと語った。アンダーソンは、そのタイトルだけで、プロモーションの難しさという点で、他の作品より特別になっていると語った。本作は制作中、『The Untitled F-Word Film』と呼ばれていた。

### タイトルとマーケティング
自身のウェブサイト上での映画に関するインタビューで、アンダーソンは本作を『FUCK』と命名する際に生じた問題について語った。彼は内容を簡潔に表しているという理由で、いつも本作を「fuck」と呼んでいた。これには、ニューヨーク・タイムズやロサンゼルス・タイムズといった主要なメディアで、真のタイトルを宣伝できないという特有の問題があった（それらでは、代わりに4つのアスタリスクが使われた）。LA Weeklyのようなオルタナティブな新聞（Alternative newspaper）なら許可される可能性もあった。アンダーソンはまた、映画祭でのタイトル表示の際にも問題が起こるだろう事も予期していた。
アンダーソンは、自身のドキュメンタリーのタイトルは『FUCK』だが、アスタリスクを用いての代替も許可したと説明した。彼が決定権を持つコンテンツでは、劇場版やDVD版を含めタイトルは『FUCK』とされている。彼は、自分の闘争がドキュメンタリーによって暗示された議論を反映していると結論し、その気づきが映画のタイトルを堅守する動機となった。タブーの言葉が、どのように文化に影響を与える事ができるかという事についての映画であるため、「FUCK」をそのタイトルにしておくことが重要だった。

### 撮影と配給
本作では、アメリカのグラフィックデザイナーであり、漫画家でもあるビル・プリンプトンのアニメーションが特徴である。本作では重要な概念を説明するために、録音資料や音楽、ビデオクリップ、アーカイヴ映像を使用する。アンダーソンは5つのテレビシリーズと、22の映画から抜粋して組み合わせた。インタビューシーンでは、異なる話し手が互いに会話を交わしている様にカットされ、それぞれが議題に対して対立する意見を持つように配置された。本作はMPAAにレイティングされていない。
Rainstorm Entertainmentは2003年11月に本作の制作のため資金調達、2004年から制作が決まった。本作はアンダーソンの会社Mudflap Filmと、Rainstorm Entertainmentの共同創設者スティーヴン・キャプラン、グレッグ・ダニエル、ブルース・ライザロウィッツ、ジョリー・ワイツ、リチャード・アルディらによって2005年に完成した。ワシントン州スポケーンのBad Apple Filmsから資金援助を受けた。
映画は35のメディア・コメンテーターからインタビューを受け、ジョリー・ワイツがその手助けをした。彼はアンダーソンの以前の作品『The Big Empty』をキャスティングし、『ナポレオン・ダイナマイト』の製作総指揮として業界の信頼を得ていた。アンダーソンは、保守からリベラルまで様々な視点を持つインタビュー対象を選んだと述べている。アンダーソンはインタビューを受ける人物の確認で、参加を受諾した最初のグループにパット・ブーンが入っているのを見て驚いたと語っている。彼は本作の制作を始める約8年前、ブーンとの仕事でカメラマンとして参加していた。ブーン、ビル・マー、ジャニーン・ガラファローの参加を確認した事で、他の参加者もほぼ固まった。本作にはハンター・S・トンプソンの自殺前最後のインタビュー映像があり、アンダーソンはジャーナリズムへの貢献を称えて本作を彼に捧げている。
本作の配給権は2006年にシンクフィルムが獲得した。映画チェーンは「The Four-Letter Word Film」等と言及するに留め、宣伝に映画のタイトルを使わなかった。シンクフィルムのマーク・ウルマンは、フィラデルフィア・インクワイアラーに対して「メディアが使いたくないタイトルの映画を宣伝することは（自主映画の配給会社として）特に困難だった。」と語っている。スタッフは、オリジナルの独創的なプロモーションを行うことを意図していたとウルマンはバラエティ誌に語った。シンクフィルムは本作を、「fuck」という言葉が内包するタブー性と文化的普遍性の二面性を包括的かつユーモラスに描いた作品としてマーケティングした。

## 反応

### 公開
『FUCK』は2005年11月7日、American Film Institute Film Festivalにおいて、カリフォルニア州ハリウッドのArcLight Hollywoodで初上映された。2006年3月10日、テキサス州オースティンで行われた、第20回サウス・バイ・サウスウエスト映画祭オープニングナイトの後で関心が高まり、第30回Cleveland International Film Festivalでは、（立ち見席限定だが）2回の上映を完売した。
Florida Film Festivalでは、2006年3月31日と4月2日に上映された。同年4月には、Philadelphia Film FestivalにおいてPrince Music Theaterで上映、6月にはワシントンD.C.でプレミア上映、6月15日にはNantucket Film Festivalで上映された。
2006年8月23日にロサンゼルス、11月10日にはニューヨークで公開された。カナダでは2006年Hot Docs Canadian International Documentary Festivalで初上映され、12月1日からBloor Cinemaでレギュラー上映が始まった。シカゴのCentury Centre Cinemaでも2006年11月17日から上映が始まった。2007年には香港国際映画祭でも2度上映された。2011年のSanta Barbara Independentでのアンダーソンのインタビューによれば、『FUCK』は世界中のおよそ100の映画祭で上映され、劇場公開中に65の都市で上映された。

### 批評
レビューサイトRotten Tomatoesでは72のレビュー中肯定的評価が56%、平均点は5.8/10となった。Metacriticでは23のレビューがあり、加重平均値は58/100となっている。アメリカン・フィルム・インスティチュートは、「結局のところ、『FUCK』は言論の自由に関する映画です。表現の自由は気分を害する言葉にまで広げなければなりません。好もうと好まざると「fuck」はあるのです。」と書いている。
オハイオ州立大学モリッツ法学部のクリストファー・M・フェアマンは、自身の著書『Fuck: Word Taboo and Protecting Our First Amendment Liberties』で、本作を「『fuck』を使った最も重要な映画」と呼んだ。Democrat and Chronicle紙のジャック・ガーナーは、結局本作のエンターテインメント性に喜ばしい驚きを感じたとして、本作に10点満点中8点を与えた。「内容は「fuck」という言葉の繰り返しであるにも関わらず、教育的内容になっている。」と述べている。ボストン・グローブ紙のウェスリー・モリスは、「監督の軽い演出が真面目な論点を観客に伝えるのに有効に機能している。」、と評している。Film Threatのサリー・フォスターは、「この映画の要点は言論の自由に関する議論であり、作品は面白く思考を刺激してくれる。」と語っている。A・O・スコットはニューヨーク・タイムズに「アンダーソン氏の映画は、礼儀を（抑圧を、と言ってもいいが）重視する人達と、自由な表現を（あるいは卑語を）支持する人たちとの間の文化戦争として演出されている。だが真の教訓は、両者が互いに依存しているということである。その言葉が持つ生命力、すなわち強調を伝え、ストレスを軽減し、大人をぎょっとさせることができ、さらに副詞・名詞・動詞・強意語・そして言語学者がいう『接中辞』のいずれにもなるというユニークな能力は、許容されるものと冒涜的なものの間に境界を引く能力に基礎を置いているのである。」と書いている。Chicago Reader紙のジョナサン・ローゼンバウムは、「このドキュメンタリーは面白い映画であり、その言葉に対する教育的解説である。」と書いている。Miami Herald紙のグレン・ガーヴィンによれば、「この映画は政治、歴史、文化の視点を広範に融合させたもの」だという。
The Austin Chronicle紙のレビューでは、マージョリー・バウムガーテンは星5つ中4.5の評価を下して、その言葉を取り巻く神話を解明するのに役立ったと結論付け、同作は魅力的かつ教育的だと述べた。スティーヴ・シュナイダーはOrlando Weeklyにて、本作で下ネタが繰り返されているにも関わらず、学術論文と比較して批評している。ノエル・マリーはThe A.V. Clubの批評で本作にBマイナスのグレードを与え、「複数の視点から視点を提供することによって、『FUCK』はカービー・ディックの『This Film Is Not Yet Rated』が失敗したところで成功した。」と述べている。カール・フレンチはフィナンシャル・タイムズのレビューで、本作はユニークでありかなり面白いと書いている。モイラ・マクドナルドはシアトル・タイムズの批評で、アメリカ合衆国憲法修正第1条[表現の自由]を奉じつつ、その一方で社会におけるこの言葉の遍在に眉をひそめるということが許されるのか、と観客に問いかけた。ミック・ラサールはサンフランシスコ・クロニクルで、表現の自由についての議論は型にはまって単調だと書き、「fuck」の繰り返しを批判した。
ピーター・キオーはBoston Phoenixの批評で星4つ中2つを与え、「『fuck』の繰り返しにうんざりするようになった。」と述べている。オブザーバーの批評でフィリップ・フレンチは、「映画のコメディ価値は低く、傲慢で、幼稚で、退屈である。」と書いている。ガーディアンの批評でピーター・ブラッドショウは、独創性の欠如を批判して、5つの星のうち2つを映画に与えている。エンパイア誌のレビューではデイヴィッド・パーキンソンが5つの星のうち2つの評価を与え、監督の議論が大人しすぎると不満を述べた。彼は、映画の内容が十分にコメディ的ではなく、面白くもなく、刺激的でもないと語った。Time Out London誌ではデイヴィッド・ジェンキンスが、「言語学、メディア、検閲の問題について深みがない」として、星6つ中1とした。The Stranger紙のノア・サンダースによる批評は、「この映画は楽しく見られたが、編集と構成がまずい。」と結論づけた。St. Paul Pioneer Pressは映画の長さを批判的に語り、ワシントン・ポスト、Deseret News、The Herald、デイリーニューズなどでも同様の意見があった。Seattle Post-Intelligencerのレビューでは、ビル・ホワイトがグレードCを与え、「言論の自由についての議論を呼び起こそうと試みたが、失敗した。」とした。DVD Verdictのマイク・ピンスキーは、映画の主要な議論は冒頭ですでに達成されたと結論付け、その後の構成を欠いたことと、全体的な論調の軽さを批判している。

### 作品の影響
『FUCK』は、いくつかの大学の学科でも資料として使われている。クリストファー・M・フェアマンは、2007年2月Cardozo Law Reviewの彼の論文"Fuck"で本作について論じている。フェアマンは、アンダーソンがタイトルを『FUCK』としたことと、それが引き起こしたマーケティング上の問題を取り上げ、アンダーソンはそのタイトルが社会における言葉のタブーについての議論を促進すると考えたのだと述べ、自分の論文の題名を「Fuck」としたのも同じ理由だとしている。
アンダーソンはSanta Barbara Independentとのインタビューで、フィラデルフィアの学校の教師が、自分の生徒の前で本作を上映し解雇されたと語った。この教師は、自分のクラスでも「fuck」が頻繁に使われていたため、本作を研究し、生徒にその言葉の歴史を教えようとしたのだという。アンダーソンによると、解雇の理由となったのは作中で「fuck」という言葉が使用されていたことではなく、セックスは森を救う会が環境保護を訴えるためヨーロッパのコンサートにおいて舞台上で性交する38秒のシーンがあったことだという。教師はWilliam Penn High Schoolの、11年生のジャーナリズムクラスの生徒に、親に許可をもらうことなくDVDを見せた。彼はPhiladelphia Daily Newsに、作品を見せる前に性的な場面が含まれていることに気付かなかったと語した。彼は校長によってその地位から下ろされ、それは地元の教育長にも支持された。教師は退職し、決定についてそれ以上訴えなかった。Philadelphia Daily Newsがこの出来事を分析し、教師を解雇する学区の決断を妥当と結論付けた。それと同時に、90分のDVDを見せただけで19年間の教師生活を抹消してはならないという、教師の立場にも同意している。
『FUCK』は2012年の学術雑誌Communication Teacherで、南イリノイ大学カーボンデール校のミリアム・ソブレ・デントンとジャナ・シモニスによる「Do You Talk to Your Teacher with That Mouth? F*ck: A Documentary and Profanity as a Teaching Tool in the Communication Classroom」で分析されている。デントンとシモニスは、大学レベルで異文化交流を学んでいるコミュニケーション学の学生に対する本作の有用性を論じた。彼らの研究は、アンダーソンへのインタビュー、大学院レベルの言語と文化のデータを取り入れた。デントンとシモニスの結論では、社会化された形態の権力、反抗心、プロ意識、性役割とタブー語が関連付けられた。